# Omphale clymene
Omphale clymene  (лат.) — вид паразитических наездников рода Omphale из семейства Eulophidae (Chalcidoidea) отряда перепончатокрылые насекомые. 
Распространение. Европа: Болгария, Великобритания, Венгрия, Германия, Дания, Нидерланды, Россия (Ульяновская область), Словения, Франция, Чехия, Хорватия, Швеция. 
Эндопаразитоиды личинок длинноусых двукрылых из семейства галлицы: обнаружены на Dasineura pyri (Cecidomyiidae, Diptera). Длина самок 1,1—1,6 мм, самцов — 1,1—1,2 мм. Тело медное или бронзовое, стройное. Ноги светлее (рыжие). Постмаргинальная жилка вдвое длиннее радиальной жилки.